# Йохан Вилхелм (Пфалц)
Йохан Вилхелм фон дер Пфалц (на немски: Johann Wilhelm Joseph Janaz von der Pfalz, „Jan Wellem“; * 19 април 1658, Дюселдорф; † 8 юни 1716, Дюселдорф) от династията Вителсбахи, е от 1679 г. като Йохан Вилхелм II херцог на Юлих и Берг от 1690 г. също пфалцграф-курфюрст на Пфалц, пфалцграф и херцог на Пфалц-Нойбург.

## Живот
Той е най-възрастният син на курфюрст Филип Вилхелм фон дер Пфалц (1615 – 1690) и втората му съпруга Елизабет Амалия (1635 – 1709), дъщеря на ландграф Георг II фон Хесен-Дармщат.
Сестра му Елеонора се омъжва на 14 декември 1676 г. за император Леополд I.
Възпитаван е от йезуитите. На 2 септември 1690 г. последва баща си като курфюрст, преди това баща му го оставя да управлява Юлих и Берг.
Йохан Вилхелм поощрява изкуството, той е основател на дюселдорфската картинна галерия, за която придобива платна на П. П. Рубенс. Придворен художник на курфюрста е Ян Франс ван Дувен. На 29 септември 1708 година курфюрстът възобновява действието на ордена Хуберт.
Умира на 58-годишна възраст. Погребан е в църква „Св. Андрей“ в Дюселдорф. След неговата смърт курфюрст на Пфалц става неговият по-малък брат Карл III Филип.
- Йохан Вилхелм фон Пфалц-Нойбург (1703)
- Паметник на Йохан Вилхелм в Дюселдорф

## Фамилия
Първи брак: на 25 октомври 1678 г. във Винер Нойщат за Мария Анна Йозефа Австрийска (* 20 декември 1654, † 1689) ерцхерцогиня на Австрия, дъщеря на император Фердинанд III и Елеонора Гонзага и полусестра на император Леополд I. Техните двама сина умират през 1683 и 1686 г. малко след раждането им:
- син без име (*/† 6 февруари 1683, Дюселдорф)
- син без име (*/† 5 февруари 1686, Виена)

- Ерцхерцогиня Мария Анна Йозефа Австрийска, ок. 1678

Втори брак: на 29 април 1691 г. във Флоренция, без да присъства, за принцеса Анна Мария Луиза де Медичи (1667 – 1743), дъщеря на великия херцог на Тоскана Козимо III де Медичи и съпругата му Маргарита Луиза Орлеанска. На 5 юни 1691 г. той я посреща в Улм на Дунав. Бракът е бездетен.
- Йохан Вилхелм и Ана Мария Луиза де Медичи
- Ана Мария Луиза де Медичи в траур за съпруга си Йохан Вилхелм (1716)

## Галерия
- Дворецът Шветцинген
- Дворецът Дюселдорф
- Дворецът Бенсберг

## Произведения
- Zusatz Einiger Ordnungen, und Befelchern, Edicten und Recessen Welche auf gnädigsten Befelch des Durchlauchtigsten Großmächtigsten Churfürsten und Herrn Herrr [!] Johann Wilhelms, Pfalzgrafen bey Rhein … der Gülich- und Bergischen Rechts-, Policey- und Reformations-Ordnung beyzusetzen gnädigst verordnet: neben einem Register der Ordnungen, Befelchen, und Edicten &c. Stahl, Düsseldorf ca. 1696. Digital, Universitäts- und Landesbibliothek Düsseldorf
- Zusatz Einiger Ordnungen, und Befelchern, Edicten und Recessen Welche auff gnädigsten Befelch des Durchlauchtigsten Großmächtigsten Churfürsten und Herrn Hn. Johan Wilhelms, Pfaltzgraffen bey Rhein … der Gülich- und Bergischen Rechts-, Policey- und Reformations-Ordnung beyzusetzen gnädigst verordnet. Schleuter, Düsseldorf 1697. Digital
- Von Gottes Gnaden Wir Johann Wilhelm, Pfalzgraf bey Rhein, des Heil. Römis. Reichs … Thun kund und zu wissen, Nachdem wir von Anfang Unserer, in Unserer Chur-Pfältzischen Landen angetrettenen schweren Regierung …. Düsseldorf 1705. Digital
- Verordnung die Religionsfreiheit in den kurpfälzischen Landen betreffend. dat. Düsseldorf, 21. Nov. 1705 (Digital)
- Zusatz einiger Ordnungen, Befelchern, Edicten und Recessen, welche auff Befehl des Churfürsten Johan Wilhelms, Pfaltzgraffen bey Rhein der Gülich- und Bergischen Rechts-Policey- und Reformations-Ordnung beyzusetzen verordnet. Weyer, Düsseldorf 1731. Digital